# معتمد (خلیفه)
ابوالعباس محمد معتمد یا احمد معتمد علی‌الله پانزدهمین خلیفه عباسی در بغداد بود که از سال ۲۵۶ تا ۲۷۹ هجری قمری (سال ۸۷۰ تا ۸۹۲ میلادی) در سرزمین‌های اسلامی فرمان راند. او پسر بزرگ متوکل بود که هنوز زنده بود؛ وی ۲۳ سال خلافت کرد. در زمان وی، سردار ترک، موسی بن بغا نفوذ بسیاری در حکومت یافت. معتمد، در این زمان در امور سیاسی دخالت نمی‌کرد، قدرت در امور برای امر و‌ نهی؛ و فرماندهی سپاه و حفظ حدود و تعیین وزیران و دخل و خرج مملکت و حتی مرگ و زندگی سران و عوام خلافت در اختیار برادرش موفق بود؛ که وفاداری بی‌بدیل همه ارتشیان را داشت. معتمد تنها عنوان خلیفه و امیرالمؤمنین را داشت و به نام وی خطبه گفته می‌شد و سکه زده می‌شد، هر چند برادرش موفق در خطبه و سکه هم شریک او شد. سرانجام معتمد از دستیابی بیش از حد اقتدار خود توسط برادر قدرتمندش موفق خسته شده و پس از یک تلاش بی‌نتیجه برای فرار به مناطق تحت کنترل احمد بن تولون در اواخر سال ۸۸۲، اقتدار معتمد بسیار بیشتر محدود شد و توسط برادرش در حبس خانگی قرار گرفت. در سال ۸۹۱، هنگامی که موفق درگذشت، وفاداران به او تلاش کردند تا قدرت را به خلیفه باز گردانند، اما به سرعت توسط معتضد، پسر موفق، که قدرت پدر را به عهده گرفت، فائق آمد. هنگامی که معتمد در سال ۸۹۲ درگذشت، معتضد جانشین وی به عنوان خلیفه شد و خلافت را به‌دست آورد. رویدادهای سلطنت وی شامل: شورش سالار زنگیان؛ و همچنین بالا رفتن کار اسماعیلیان بود. معتمد، خود به کار دین علاقه‌مند بود؛ در زمان وی صحیح بخاری و صحیح مسلم و ترمذی و سنن ابن ماجه تدوین شدند؛ او بعد از مرگ‌در سال ۸۹۲ در سامرا به خاک سپرده شد.
معتمد عباسی خلیفه‌ای است که حسن عسکری، امام یازدهم شیعیان، را مسموم کرد و باعث مرگ او شد. در این خصوص باقر شریف قریشی می‌نویسد: «امام حسن عسکری را نزد معتمد عباسی بردند. در حالی که وی ازاینکه مردم به آن حضرت احترام می‌گذاشتند خشمگین بود؛ لذا تصمیم گرفت وی را از بین ببرد؛ بنابراین زهر کشنده‌ای به امام یازدهم داد و آن حضرت بر اثر آن زهر از دنیا رفت»».